# 1138

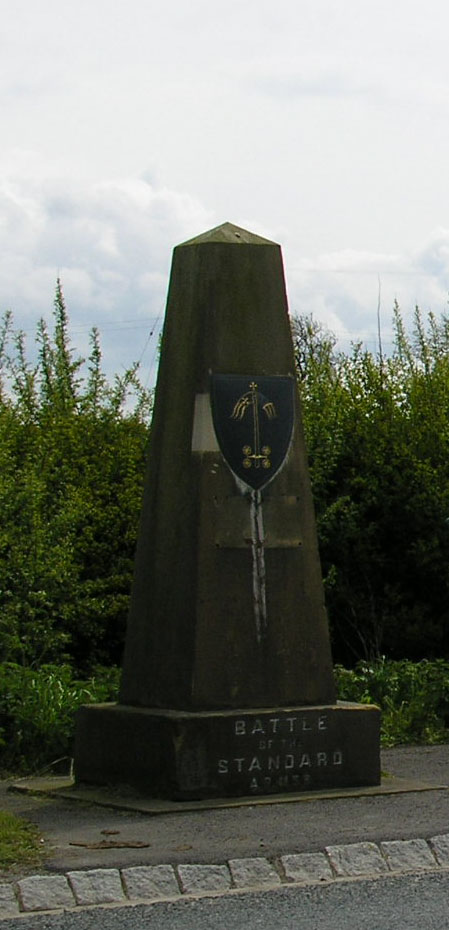
Monument voor de Slag van de Standaard

Het jaar 1138 is het 38e jaar in de 12e eeuw volgens de christelijke jaartelling.

## Gebeurtenissen
- januari - De Schotten onder David I vallen Engeland binnen.
- Keizer Johannes II Komnenos, Jocelin II van Edessa en Raymond van Antiochië vallen het rijk van Zengi binnen. Ze veroveren Bizaa, heroveren het Antiochse gebied ten oosten van Orentes en belgeren Shaizar. (mei) Johannes sluit vrede met de verdedigers. Hierna herovert Zengi geleidelijk het veroverde gebied.
- 29 mei - tegenpaus Victor IV treedt af, na een later niet nagekomen belofte van Innocentius II dat hij en zijn aanhangers hun posten zullen behouden of terugkrijgen.
- 22 augustus - Slag van de Standaard: De Engelsen onder Willem van Aumale verslaan de Schotten onder David I. De Schotten slaan op de vlucht, maar David blijft in Engeland en houdt Cumbria en Northumbria onder zijn invloed.
- Na de dood van koning Bolesław III van Polen (28 oktober) wordt het rijk verdeeld onder zijn zoons. Wladislaus II wordt groothertog en krijgt Silezië, Bolesław IV Mazovië en Mieszko III Groot-Polen. Ook zijn vrouw Salomea en een vierde zoon Hendrik ontvangen een deel.
- Katzenelnbogen wordt een graafschap.
- Willem van Aumale wordt earl van Yorkshire.
- Hugo van Beaumont wordt gecreëerd graaf van Bedford.
- kloosterstichtingen: Jedburgh, Postel
- Lübeck wordt platgebrand.
- Leopold IV van Oostenrijk trouwt met Maria van Bohemen.
- Zengi van Aleppo trouwt met Zumurrud van Damascus.
- Dirk VI van Holland onderneemt een bedevaart naar Rome.
- Voor het eerst genoemd: Huizingen, Marilles, Nokere, Werchter

## Opvolging
- patriarch van Antiochië (Syrisch) - Athanasius VII bar Qutreh in opvolging van Johannes X bar Mawdyono
- hertogdom Beieren - Hendrik de Trotse opgevolgd door Leopold IV van Oostenrijk
- Duitsland - Koenraad III in opvolging van Lotharius III
- bisdom Freising - Otto I in opvolging van Hendrik I
- Polen - Bolesław III opgevolgd door zijn zoon Wladislaus II
- Saksen - Hendrik de Trotse opgevolgd door Albrecht de Beer
- tegenpaus - Anacletus II opgevolgd door Gregorio Conti als Victor IV
- Vietnam - Lý Thần Tông opgevolgd door zijn zoon Lý Anh Tông
- Zutphen - Ermgard opgevolgd door haar zoon Hendrik I van Gelre (jaartal bij benadering)

## Geboren
- 30 maart - Maimonides, Andalusisch-Marokkaans-Egyptisch rabbijn en filosoof
- Casimir II, groothertog van Polen (1177-1194)
- Taira no Shigemori, Japans edelman
- Conan IV, hertog van Bretagne (1156-1166) (jaartal bij benadering)
- Rudolf van Sint-Omaars, titulair vorst van Galilea (jaartal bij benadering)
- Saladin, stichter van de dynastie der Ajjoebiden (jaartal bij benadering)

## Overleden
- 11 februari - Vsevolod Mstislavitsj, vorst van Novgorod en Pskov
- 25 januari - Anacletus II (~47), tegenpaus
- 28 oktober - Bolesław III (~52), koning van Polen (1102-1138)
- Avempace (ibn Bajja, ~43), Andalusisch schrijver
- Boudewijn I, heer van Ramla
- Constance van Sicilië, echtgenote van Koenraad van Franken, de zoon van Hendrik IV
- Lý Thần Tông (~22), keizer van Vietnam (1128-1138)
- Zhonnu O, Tibetaans boeddhistisch leraar
- Ermgard van Zutphen, gravin van Zutphen en Luxemburg (jaartal bij benadering)
- Fulco, abt van Koksijde (jaartal bij benadering)
- Stefanus I, graaf van Penthièvre (jaartal bij benadering)